# Rudolf Dollinger
Rudolf Dollinger (n. 4 aprilie 1944, Telfes im Stubai⁠(d), Tirol, Austria) este un trăgător de tir ce a reprezentat Austria, medaliat olimpic. A participat la 2 ediții ale Jocurilor Olimpice (1972, 1976) în care a câștigat două medalii de bronz.